# Jicarilla, New Mexico
Jicarilla är sedan 1942 en spökstad i Lincoln County som ligger i delstaten New Mexico i USA.

## Historia
Redan 1850 började de första guldsökarna komma till Jicarilla Mountains, men det skulle ta tid innan de första gruvorna etablerades.
År 1892 började staden att byggas då en större guldfyndighet hittades i Jicarilla Mountains.
Staden uppkallades efter indianerna som bodde i berg, Jicarillaapacher.
1892 fick staden postkontor.
Under den ekonomiska lågkonjunkturen på 1930-talet stängdes gruvorna. Folk flyttade från staden, då arbetstillfällena försvann.  